# Zopherus championi
Zopherus championi là một loài bọ cánh cứng trong họ Zopheridae. Loài này được Triplehom miêu tả khoa học năm 1972.